# Philenora tenuilinea
Philenora tenuilinea är en fjärilsart som beskrevs av George Francis Hampson 1914. Philenora tenuilinea ingår i släktet Philenora och familjen björnspinnare. Inga underarter finns listade i Catalogue of Life.